# Julius Hübner
Julius Hübner   (Oleśnica, 27 de gener de 1806 - Dresden i Loschwitz, 7 de novembre de 1882) va ser un pintor històric alemany de l'escola de pintura de Düsseldorf. També era conegut com a poeta i pare d'Emil Hübner, un distingit erudit clàssic.

## Biografia
Hübner va néixer a Oels a Silèsia, va estudiar a l’Acadèmia Prussiana de les Arts de Berlín amb Schadow, i a Düsseldorf. Va cridar l'atenció per primera vegada amb la seva imatge de "Rut i Boaz" (1825). Va viatjar a Itàlia i va residir majoritàriament a Düsseldorf fins al 1839. Aquest any es va instal·lar a Dresden, esdevenint professor a l'Acadèmia de les Arts el 1841 i director de la Galeria de Pintures el 1871. Va obtenir la gran medalla d'or a Brussel·les el 1851. Va morir a Loschwitz.

## Obres
Entre les obres del primer període de Hübner hi ha El pescador (1828), després de la balada de Goethe; Ruth i Noemí (1833), a la National Gallery de Berlín; Crist i els quatre evangelistes (1835); Job i els seus amics (1838), a la Galeria de Frankfurt; Considereu els lliris (1839); i el retrat de Frederic III, al Römer de Frankfurt.
Al seu segon període, o Dresden, pertany l’edat d'or i la disputa entre Luter i el doctor Eck (1866), a la galeria de Dresden; Carles V a San Yuste; Últims dies de Frederic el Gran; Cupido a l'hivern, i altres.

## Galeria

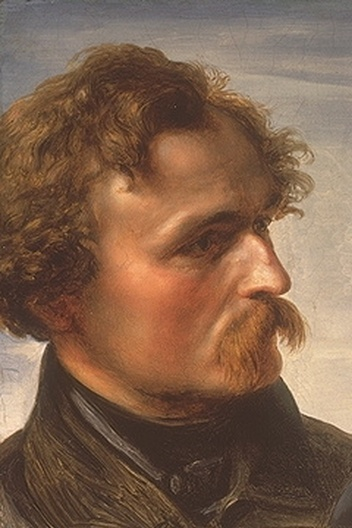
Karl Friedrich Lessing (detall)
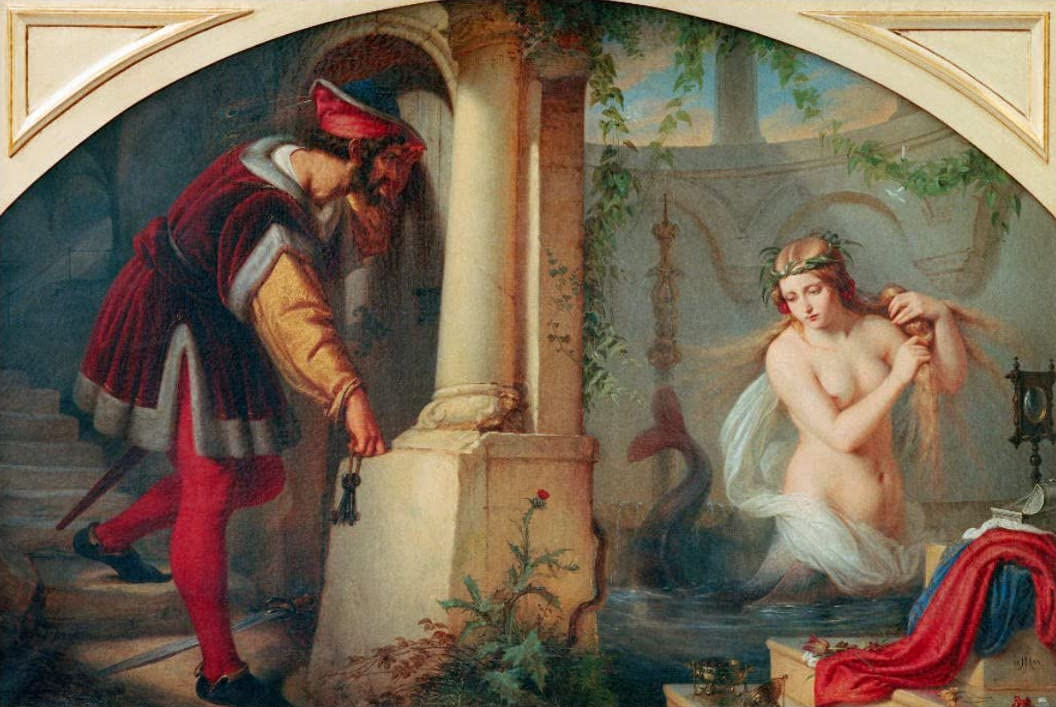
Melusine
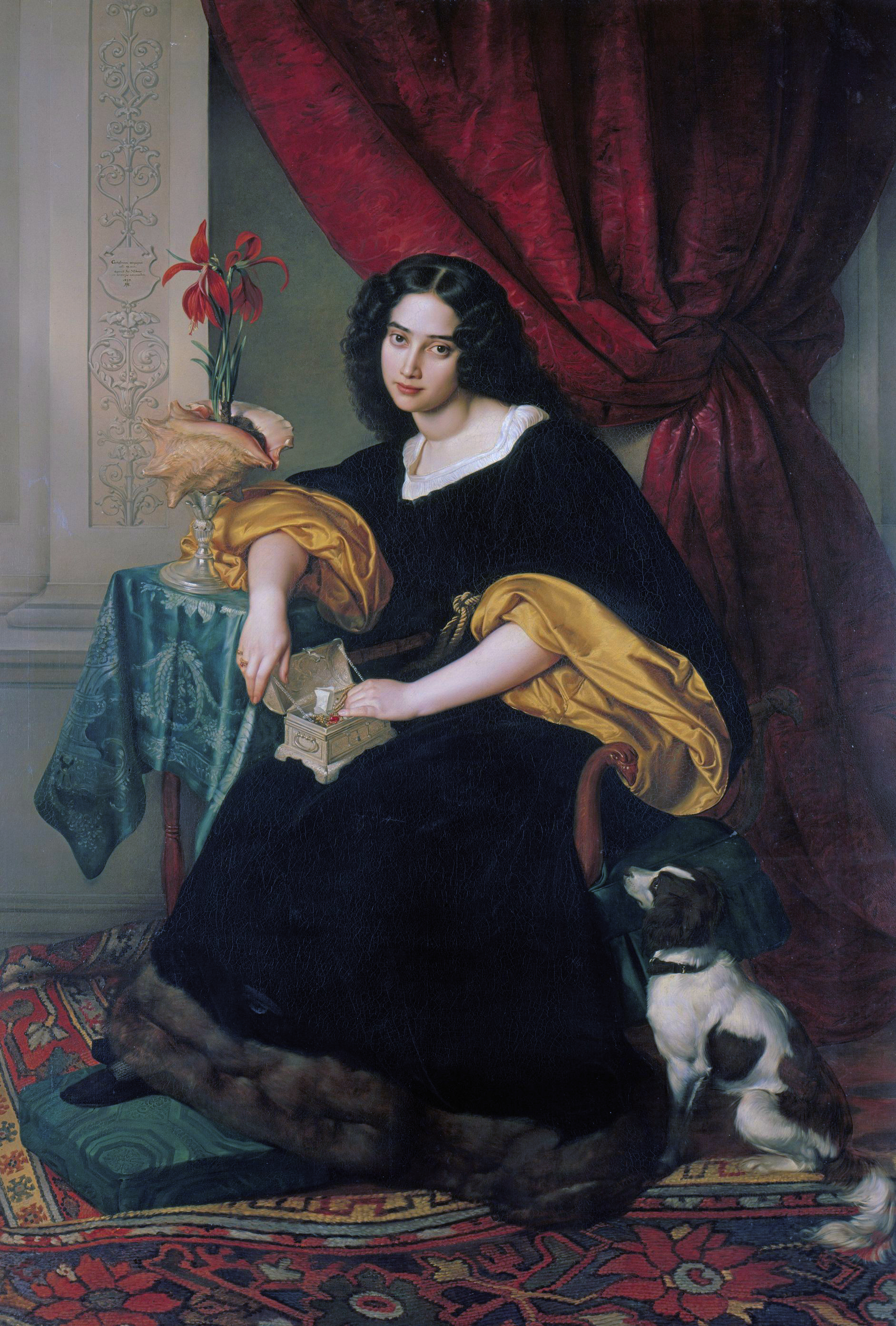
Retrat de Pauline Hübner
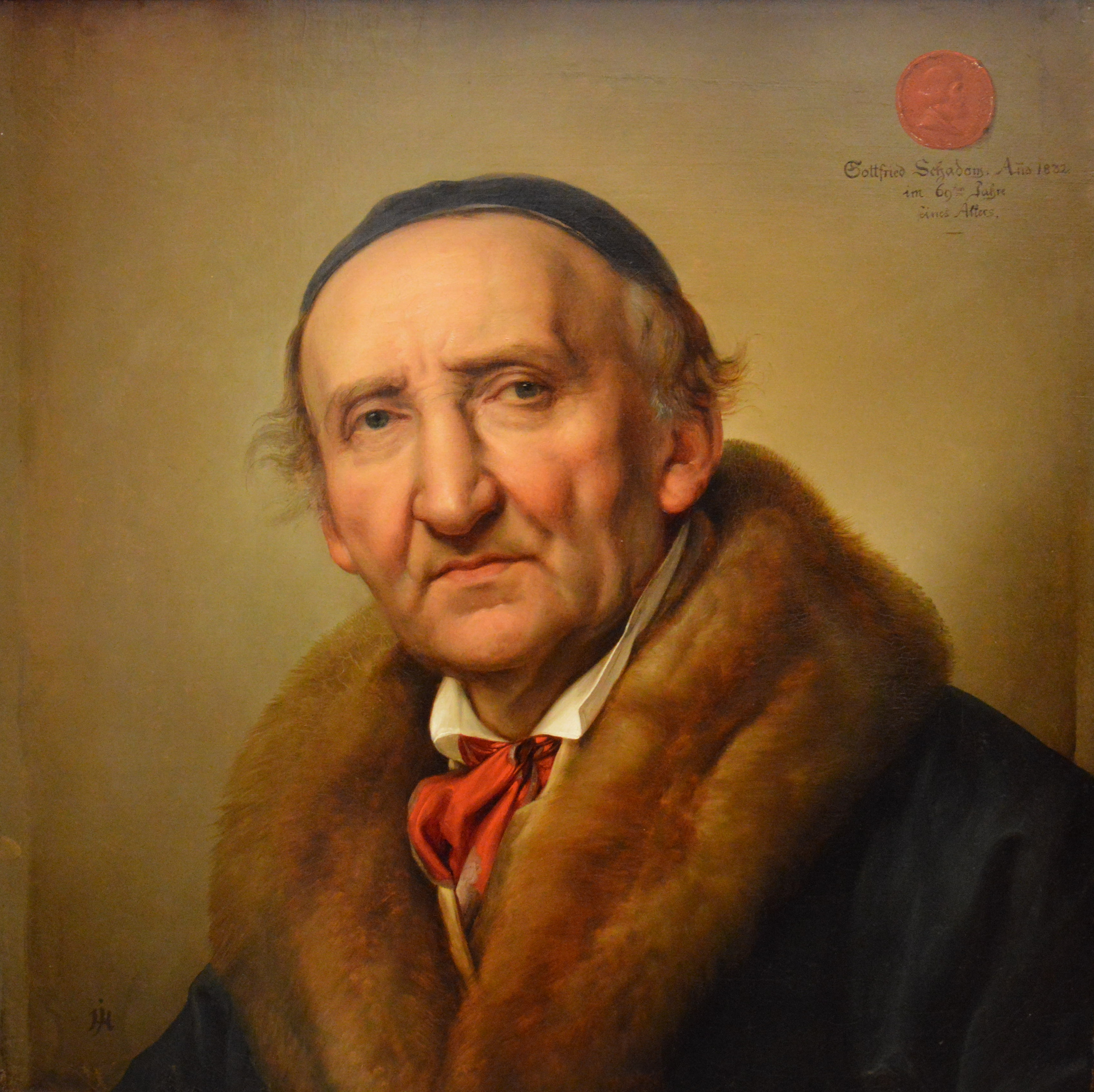
Johann Gottfried Schadow